# Gilberteilanden
De Gilberteilanden zijn een groep van 16 atollen, gelegen in de Stille Oceaan. Ze zijn de belangrijkste groep eilanden van de republiek Kiribati. De groep ligt ongeveer 1300 km ten westen van de Phoenixeilanden en 3200 km ten westen van de Line-eilanden. De naam Kiribati is de Kiribatische uitspraak van Gilbert. Adam Johann von Krusenstern gaf die naam aan de eilanden als hommage aan een van de eerste ontdekkers van de groep.

## Geschiedenis

### Vroege geschiedenis
De eerste gedocumenteerde Europese ontdekking van de Gilberteilanden vond plaats in 1765 door de Brit John Byron met de HMS Dolphin. De eilanden werden wel reeds enkele eeuwen voor de ontdekking bewoond door Micronesiërs, net zoals de naburige Marshalleilanden en de Marianen. Enkele decennia later, in 1788, deden Thomas Gilbert en John Marshall enkele eilanden aan. De jaren nadien werden de eilanden steeds vaker gebruikt als navigatiebakens tijdens scheepsreizen door het Centraal-Pacifische gebied. Twee schepen van de United States Exploring Expedition, de USS Peacock en de USS Flying Fish, onder leiding van kapitein Hudson, brachten een groot deel van het gebied gedetailleerd in kaart.
Op 27 mei 1892 riep kapitein Davis van de HMS Royalist de eilanden uit tot een Brits protectoraat. In 1915 claimde het Britse Rijk de eilanden, samen met wat nu Tuvalu is, als kolonie. De belangrijkste industrie bestond uit de productie van fosfaat op de eilanden Banaba en Tabuaeran, onder nauw toezicht van de Britten. Onder hun invloed verbeterden de levensomstandigheden er. Ondanks het koloniale karakter van de eilanden was de oorspronkelijke bevolking vrij zichzelf te besturen.
Om het onderwijs op de eilanden te stimuleren, richtten de Britten het Colonial Education Department op. Dat had als taak het onderwijs in de hele kolonie te standaardiseren. De meeste scholen werden opgericht door missionarissen, die ook lokale onderwijzers opleidden. Omwille van die inspanningen bereikte de alfabetiseringsgraad een geschatte 84%.
De nieuwe Europese medische kennis die aangewend kon worden zorgde voor een langere levensverwachting en een lagere kindersterfte. Die leidden al snel tot overbevolking op de kleine en ecologisch kwetsbare atollen. In de jaren 30 van de 20e eeuw migreerde een deel van de inwoners dan ook naar drie voorheen onbewoonde Phoenixeilanden. Dat was meteen de laatste kolonisatie van het Britse Rijk.

### Tweede Wereldoorlog
Na het uitbreken van de oorlog in december 1941 bezette Japan onmiddellijk de atol Makin, en viel het Tarawa aan. In februari 1942 evacueerden de Britten het grootste deel van hun landgenoten, met uitzondering van missionarissen die wensten te blijven en enkele kustwachters.
In februari 1942 viel admiraal Brown met het vliegdekschip "USS Lexington" de Gilberteilanden aan. Onder bevel van commander-vlieger Butch O'Hara vielen de Avengers van de "USS Lexington" Rabaul en het Waki-eiland aan. Daar ontmoetten ze een groep van 18 Japanse bommenwerpers en haalden er 16 neer. Bovendien nog twee viermotorige toestellen. Maar de Japanse overmacht was te groot en om geen verliezen te lijden, trok de Amerikaanse vloot zich wijselijk terug.
Op 3 maart kwamen de vloten van de "USS Lexington" en de "USS Yorktown" bijeen. Die nacht werden de Amerikaanse schepen bevoorraad met stookolie, munitie en levensmiddelen. Daarna vertrok de Amerikaanse vloot naar Nieuw-Guinea om Salamaua aan te vallen.
Op 17 augustus 1942 landden 221 Amerikaanse mariniers van het 2e bataljon Marine Raider op Makin met behulp van twee onderzeeboten. Hoewel de invasie bedoeld was als afleidingsmanoeuvre voor de Japanners, had ze een tegengesteld resultaat. Japan zag immers het strategisch belang van de Gilberteilanden in en verstevigde er zijn militaire positie. De atollen Tarawa en Apamama werden bezet door Japan in september 1942. Gedurende het volgende jaar werden er daar soldaten gelegerd op de eilanden Betio respectievelijk Butaritari. Andere eilanden kenden een kleinere bezettingsmacht.
Op 20 november 1943 kwam het tot een treffen tussen de twee troepenmachten. In de Slag bij Makin en de bloedige Slag om Tarawa overwonnen de Amerikanen. De Gilberteilanden werden later gebruikt als uitvalsbasis voor de verovering van de Marshalleilanden in februari 1944.

### Post-Tweede Wereldoorlog
De kolonie werd autonoom in 1971. Van 1976 tot 1978 splitsten de Ellice-eilanden zich af en vormden het onafhankelijke Tuvalu. In 1979 kozen de inwoners voor onafhankelijkheid. Samen met enkele andere eilandengroepen vormden ze de republiek Kiribati.

## Atollen en eilanden
De Gilberteilanden worden gevormd door de volgende atollen of eilanden:
- Abaiang
- Abemama
- Aranuka
- Arorae
- Beru
- Butaritari
- Kuria
- Maiana
- Makin
- Marakei
- Nikunau
- Nonouti
- Onotoa
- Tabiteuea
- Tamana
- Tarawa